# Fernando Moraleda Quílez
Fernando Moraleda Quílez (prononcé en espagnol : [fɛɾˈnãn̪do moɾaˈleða ˈkilɛθ]) est un homme politique et syndicaliste espagnol né le 17 janvier 1956 à Ciudad Real. Il est membre du Parti socialiste ouvrier espagnol (PSOE).
Il s'engage dans le syndicalisme agricole entre 1987 et 2004, ayant précédemment travaillé pour l'Union générale des travailleurs (UGT), syndicat proche du PSOE. En 2004, il est nommé secrétaire général de l'Agriculture et de l'Alimentation au ministère de l'Agriculture, puis il devient en 2005 secrétaire d'État à la Communication. Il siège au Congrès des députés de 2008 à 2011, après quoi il se retire de la vie politique.

## Vie privée
Fernando Moraleda Quílez naît le 17 janvier 1956 à Ciudad Real. Il est marié et père de deux enfants.

## Études et vie professionnelle
Fernando Moraleda étudie les sciences chimiques entre 1973 et 1980, d'abord au collège universitaire de Ciudad Real, puis à l'université complutense de Madrid (UCM).
Il commence à travailler aussitôt à la fin de son cursus universitaire. Il intègre en 1980 le cabinet technique de la Fédération des travailleurs de la terre de l'Union générale des travailleurs (FTT-UGT). Six ans plus tard, il est recruté au sein du cabinet technique confédéral de l'UGT.

## Engagement syndical
En 1987, Fernando Moraleda est élu secrétaire général de l'Union des petits agriculteurs et éleveurs (UPA), un syndicat agricole intégrée à la structure dédiée aux travailleurs indépendants de l'UGT. Il est successivement réélu en 1991, 1995, 1999 et 2003.
Il devient membre du Conseil économique et social (CES) en 1993, où il prend la présidence de la commission de l'Agriculture. Il intègre la commission permanente en 1997, avant d'être élu en 2000 au Conseil économique et social européen. Il y est réélu deux ans plus tard.

## Vie politique
Fernando Moraleda adhère en 1980 au Parti socialiste ouvrier espagnol (PSOE).
À la suite de la victoire du PSOE aux élections générales du 14 mars 2004, le conseil des ministres du 19 avril suivant le nomme secrétaire général de l'Agriculture et de l'Alimentation au sein du ministère de l'Agriculture, de la Pêche et de l'Alimentation. Ami intime du président du gouvernement José Luis Rodríguez Zapatero, il devient secrétaire d'État à la Communication en remplacement de Miguel Barroso (es) le 1er octobre 2005.
Dans la perspective des élections générales du 9 mars 2008, il est investi en deuxième position sur la liste socialiste dans la circonscription de Ciudad Real, conduite par la députée Clementina Díez de Baldeón. Élu au Congrès des députés, il annonce se retirer de la vie politique en septembre 2011 à l'issue de son unique mandat, après que les militants socialistes ont voté pour le rétrograder à la troisième place.